# Chaetorellia ampliata
Chaetorellia ampliata är en tvåvingeart som beskrevs av Wang 1990. Chaetorellia ampliata ingår i släktet Chaetorellia och familjen borrflugor. Inga underarter finns listade i Catalogue of Life.